# Drillflugsnappare
För fågelarten Ficedula harterti, se sumbaflugsnappare.
Drillflugsnappare (Muscicapa segregata) är en fågel i familjen flugsnappare inom ordningen tättingar.

## Utseende och läte
Drillflugsnapparen är en anspråkslös brun flugsnappare, med gråbrun ovansida och ljus undersida. Den skiljs från den större arten sandelflugsnappare och från den mer roströda sumbaflugsnapparen på ljus näbbrot. Sången består av en mjuk och komplex serie ljusa visslingar, avslutad med en svag drill. Lätet är ett tunt och ljust visslande "tseeoo".

## Utbredning och systematik
Fågeln förekommer på ön Sumba i Små Sundaöarna. Den behandlas som monotypisk, det vill säga att den inte delas in i några underarter.

## Levnadssätt
Drillflugsnapparen hittas i undervegetation i låglänta skogar och skogsbryn. Den ses enstaka eller i par.

## Status och hot

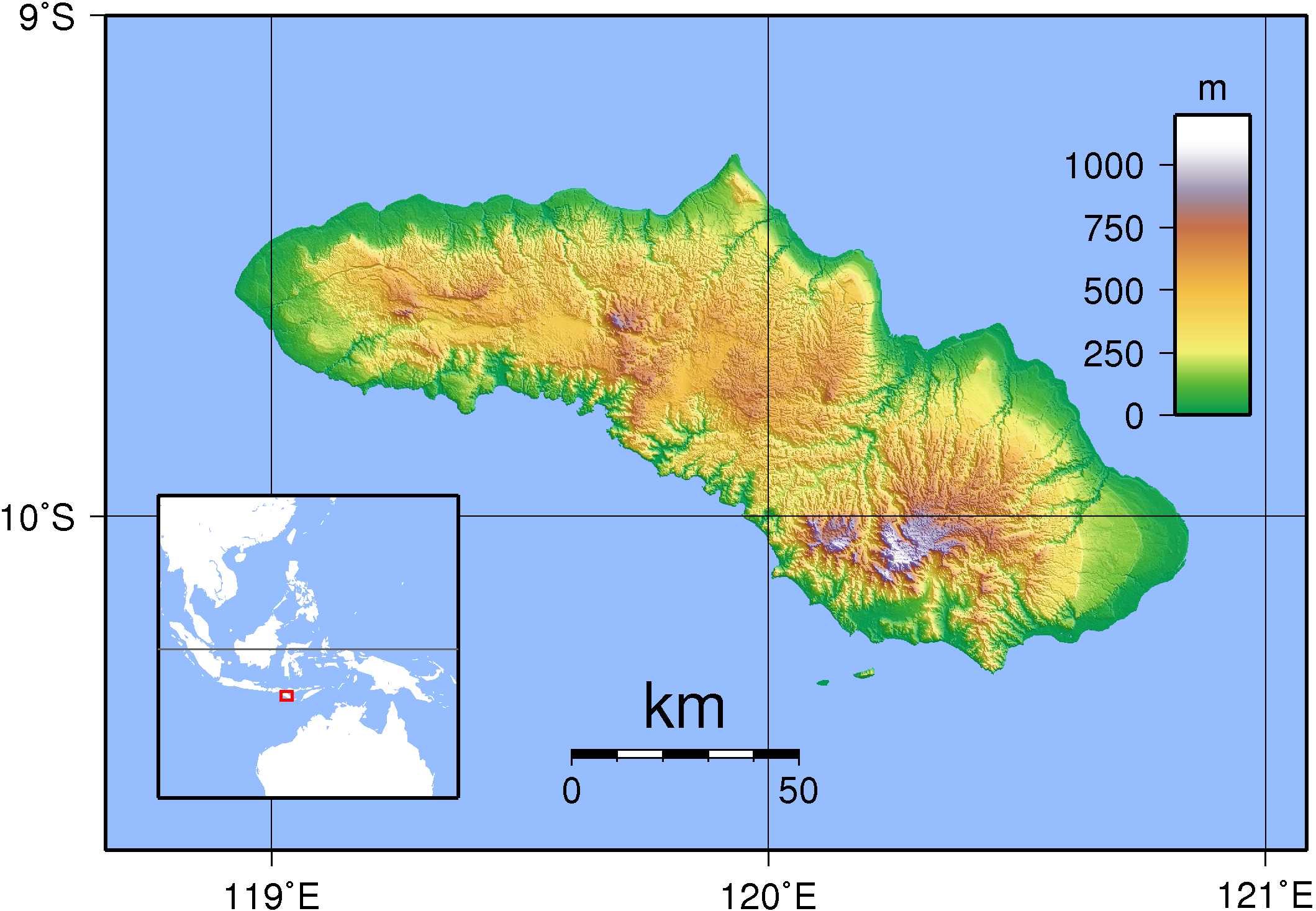
Ön Sumba och dess position i regionen.

Arten har ett litet utbredningsområde och tros minska i antal, dock inte tillräckligt kraftigt för att den ska betraktas som hotad. Internationella naturvårdsunionen IUCN listar arten som nära hotad (LC). Beståndet uppskattas till mellan 5 000 och 15 000 vuxna individer.